# Java Cryptography Extension
Криптографическое расширение Java (англ. Java Cryptography Extension, сокр. JCE) — официально выпущенное стандартное расширение для платформы Java и часть Java Cryptography Architecture (JCA). Представляет собой набор пакетов, который обеспечивает фреймворк и реализацию таких криптографических задач, как шифрование и расшифрование данных, генерация и проверка на подлинность ключей управления, а также реализацию алгоритмов Message Authentication Code (MAC).
Криптографическое расширение Java основано на том же, что и криптографическая архитектура Java (JCA), и рассматривается как часть JCA. Дело в том, что американские законы запрещают экспорт некоторых видов криптографического программного обеспечения (в частности, симметричное шифрование и выработку общего ключевого материала) за пределы США и Канады или разрешают экспорт с урезанными ключами. Стандартные классы JCA содержат только хеш-функции, генераторы ключей и другие функции, которые не попадают под данное ограничение и могут быть спокойно экспортированы в составе платформы Java 2. Однако стойкие  алгоритмы шифрования, попадающие под экспортные ограничения на криптографию в США, должны быть получены из других источников, поэтому их поставляют в виде отдельного продукта - JCE.
Криптографическое расширение Java разработано таким образом, чтобы другие криптографические библиотеки могли быть подключены для предоставления новых алгоритмов без проблем.

## Составляющие в JDK 1.2
На данный момент в JDK 1.2 криптографическое расширение поставляется в трех пакетах:
javax.crypto — интерфейс и классы для симметричного шифрования
javax.crypto.interfaces — интерфейсы средств выработки ключей для алгоритма Диффи-Хелмана
javax.crypto.spec — классы для управления ключами и параметрами криптографических алгоритмов

## Функциональность
Как и JCA, JCE не зависит от реализации конкретных алгоритмов. Благодаря SPI различные реализации от разных производителей могут быть одновременно интегрированы в среде программирования Java. Начиная с версии 1.4, Java включает в себя JCE и JCA, однако, другие реализации так же без каких-либо проблем могут быть подключены как статически, так и динамически.
Криптографическое расширение Java предлагает следующие функциональные возможности:
- шифр — криптографические алгоритмы (симметричные и асимметричные) для шифрования, блочные и потоковые шифры
- управление ключами — классы KeyGenerator для генерации ключей, KeyAgreement для безопасного обмена ключами и SecretKeyFactory для разделения закрытого и открытого ключей
- проверка на подлинность кодов
- создание безопасных объектов и цифровых подписей

## Аудитория JCE
У криптографического расширения Java есть функции безопасности, предназначенные для различных аудиторий.

### Пользователи
Встроенные функции безопасности JCE защищают пользователя от злонамеренных программ (включая вирусы), сохраняют конфиденциальность пользовательских файлов и информации о пользователе, проверяют подлинность личности каждого поставщика кода. Пользователь также может подвергнуть приложения проверке на безопасность, когда ему это необходимо.

### Разработчики
Разработчик может использовать методы JCE, чтобы включить функции безопасности в свои программы, в том числе криптографические службы и проверки безопасности. JCE позволяет определить и интегрировать свои собственные права доступа (контроль доступа к определенным ресурсам) и реализации криптографических служб безопасности. Кроме того, классы JCE предназначены для управления собственными приватными/частными парами ключей и сертифицирования открытых ключей от людей, которым доверяет разработчик.

### Системные администраторы, разработчики и пользователи
Инструменты JCE управляют хранилищем ключей (база данных ключей и сертификатов); генерируют цифровые подписи для JAR-файлов, а также проверяют подлинность таких подписей и целостность подписанного содержимого; позволяют создавать и изменять приватные файлы, которые определяют безопасность их установки.

## Известные реализации JCE
Среди различных реализаций JCE можно выделить пакет Cryptix JCE, пакет Bouncy Castle и пакет IAIK JCE.

### Cryptix JCE
Пакет Cryptix JCE является самым известным из бесплатных расширений. Работа над ним началась в 1995 году. Это была первая доступная криптографическая библиотека для Java. Тогда криптография не имела широкой доступности, и данный проект играл важную роль в защите информации при разработке программ на Java-платформе. Последняя версия Cryptix была выпущена 28 апреля 2005 года. В том же году поддержка Cryptix была прекращена.
Пакет Cryptix JCE включает в себя:
- шифры Blowfish, CAST5, DES, IDEA, MARS, RC2, RC4, RC6, Rijndael, Serpent, SKIPJACK, Square, TripleDES, Twofish.
- протоколы обмена ключами Диффи-Хелмана
- методы шифрования CBC, ECB, OFB
- хеш-функции — MD2, MD4, MD5, RIPEMD-128, RIPEMD-160, SHA-0, SHA-1, Tiger
- MAC-коды — HMAC-MD2, HMAC-MD4, HMAC-MD5, HMAC-RIPEMD-128, HMAC-RIPEMD-160, HMAC-SHA-0, HMAC-SHA-1, HMAC-Tiger
- подписи — RawDSA, RSA
- асимметричные шифры — ElGamal, RSA[3]

### Bouncy Castle
Так же, как и Cryptix JCE, пакет Bouncy Castle является бесплатным. Первый официальный релиз Bouncy Castle появился в мае 2000 года и содержал около 27 000 строк кода. Проект постоянно рос, и к 2012 году код Bouncy Castle для Java составлял более 300 000 строк.
Он включает в себя
- реализацию протокола обмена Диффи-Хеллмана, включая версию алгоритма с эллиптическими кривыми.
- вычисление бесключевых хеш-функций сообщений — MD2, MD4, MD5, Tiger, RIPEMD, SHA
- вычисления ключевых хеш-функций сообщений — CMAC, HMAC
- асимметричное шифрование PKCS 1
- симметричное шифрование с помощью DES, TripleDES, AES, Blowfish, IDEA, RC2, RC4, RC5, RC6, Twofish, Skipjack и многих других шифров
- генераторы ключей, ключевых пар и других параметров криптографических алгоритмов.
- вычисления MAC с использованием любого блочного шифра, обрабатывающего текст блоками методом CBC, CFB, OFB
- алгоритмы электронной цифровой подписи RSA, DSA, EC-DSA

и обладает следующими свойствами
- содержит криптографические API для языков Java и C#
- содержит провайдер для JCE и JCA
- содержит реализации JCE 1.2.1, созданные разработчиками самостоятельно (то есть, пакет не содержит кодов JCE 1.2.1 от Sun, экспорт которых запрещен в США)
- поддерживает спецификации ASN.1 кодирования объектов
- имеет поддержку сертификатов X.509 различных версий
- имеет поддержку стандартов Open PGP, OCSP, TSP и др.

### IAIK JCE
Коммерческий пакет, реализованный институтом прикладной обработки информации и связи (Institute for Applied Information Processing and Communication, IAIK) технологического университета Граца.

## Примеры

### Шифрование массива
В следующем примере показана реализация шифрования массива байтов с помощью алгоритма AES. Для написания программы использовались средства пакета BouncyCastle.
```
BufferedBlockCipher
 
cipher
 
=

  
new
 
PaddedBufferedBlockCipher
(

    
new
 
CBCBlockCipher
(
 
new
 
AESFastEngine
()
 
)

  
);

SecureRandom
 
srr
 
=
 
new
 
SecureRandom
();

byte
[]
 
AESkey
 
=
 
new
 
byte
[
 
16
 
]
;

srr
.
nextBytes
(
 
AESkey
 
);

byte
[]
 
AESinitV
 
=
 
new
 
byte
[
 
16
 
]
;

srr
.
nextBytes
(
 
AESinitV
 
);

ParametersWithIV
 
piv
 
=

  
new
 
ParametersWithIV
(

    
new
 
KeyParameter
(
 
AESkey
 
),

    
AESinitV

  
);

cipher
.
init
(
 
true
,
 
piv
 
);

byte
[]
 
result
 
=

  
new
 
byte
[

    
cipher
.
getOutputSize
(
 
toEncrypt
.
length
 
)

  
]
;

int
 
len
 
=

  
cipher
.
processBytes
(

    
toEncrypt
,

    
0
,

    
toEncrypt
.
length
,

    
result
,

    
0

  
);

try

{

  
cipher
.
doFinal
(
 
result
,
 
len
 
);

}

catch
(
 
CryptoException
 
ce
 
)

{

  
result
 
=
 
"Cipher error"
.
getBytes
();

  
ce
.
printStackTrace
();

}

```